# Стара Бура
Стара Бура́ (рос. Старая Бура, башк. Иҫке Бура) — присілок у складі Краснокамського району Башкортостану, Росія. Входить до складу Новобуринської сільської ради.
Населення — 251 особа (2010; 224 у 2002).
Національний склад:
- марійці — 85 %